# Canal de la Vésubie
Pour les articles homonymes, voir Vésubie (homonymie).
Le canal de la Vésubie est un ouvrage hydraulique des Alpes-Maritimes, constituant un aqueduc qui alimente en eau potable la ville de Nice.
La construction dure de 1851 à 1885. D'une longueur de trente-deux kilomètres, il alterne tunnels et tranchées à ciel ouvert. Captée à Saint-Jean-la-Rivière (cote 271), l'eau suit un parcours complexe jusqu’au terminal de Gairaut (cote 245).

## Chronologie

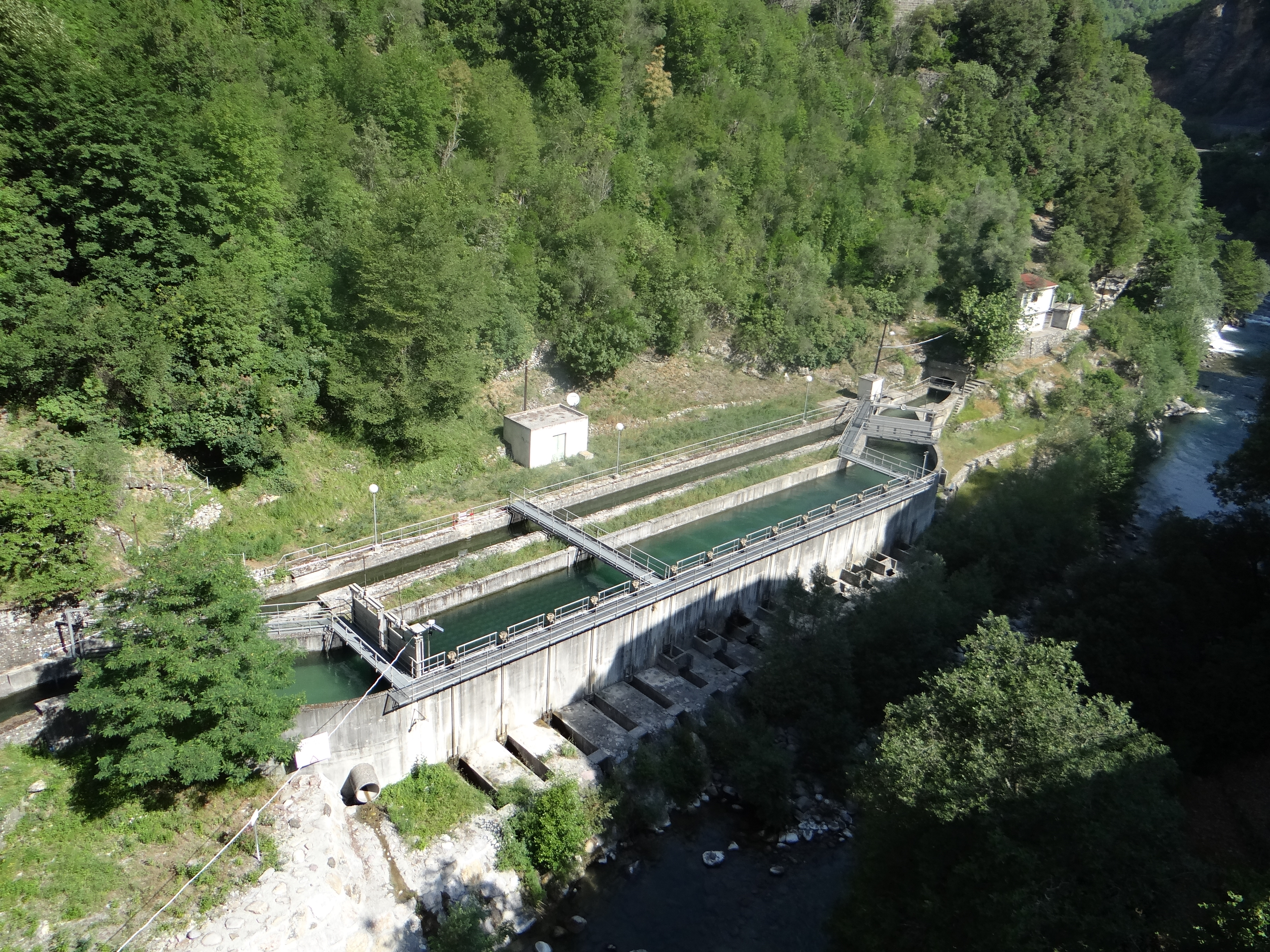
Canal de la Vésubie : prise d'eau de Saint-Jean-la-Rivière

L'alimentation en eau de la ville de Nice a toujours été problématique en été.
Dans les temps anciens, l'alimentation en eau a d'abord consisté à recueillir l'eau de pluie dans des citernes ou des quelques sources en pied de collines et à forer des puits pour aller tirer l'eau dans la nappe phréatique du Paillon. Cela était insuffisant l'été, saison pendant laquelle la ville subissait de longues périodes de sécheresse.
Après l'annexion du comté de Nice à la France, l'administration française va rechercher une solution au problème. En 1861, elle acquiert la source de Sainte-Thècle sur le territoire de la commune de Peillon. Une étude avait montré qu'elle avait un débit suffisant, et son eau arrive à Nice le 4 mars 1864. Mais avec l'arrivée du chemin de fer à Nice en 1864, la ville va connaître un développement important nécessitant des besoins en eau plus importants. 
L'idée de dériver les eaux en amont d’une rivière remonte au début du XIXe siècle. En 1803, dans un livre prémonitoire, le docteur François-Emmanuel Fodéré préconisait déjà la construction d’un canal pour amener les eaux de la Vésubie dans la campagne niçoise. Après l'annexion du comté de Nice à la France, la distribution de l’eau devint un service public. 
En 1864, la ville de Nice confia la gestion des eaux à la Compagnie générale des eaux. Le traité entre la ville de Nice, représentée par le maire François Malausséna, et la Compagnie générale des eaux, représentée par le président de son conseil d'administration, Edward-Charles Blount et son vice-président, le baron Paul de Richemont, est signé le 27 octobre 1869. En 1878 la Compagnie générale des eaux a obtenu la concession de la construction et de l’exploitation des eaux de la Vésubie. Le 24 décembre 1878 le maréchal de Mac Mahon, président de la République, accorde la concession de la construction et de l’exploitation du canal de la Vésubie à la Compagnie Générale des Eaux créée pour ce projet. Ce projet a été soutenu par Joseph Durandy.
Le canal est long de trente deux kilomètres, dont dix kilomètres de tunnels, et achemine quotidiennement 275 000 m3 d’eau, depuis la prise d'eau de Saint-Jean-la-Rivière dans la vallée de la Vésubie.
Le projet fut réalisé par l’ingénieur E. Delacroix et les travaux débutèrent l’année suivante. En 1881, le chantier était bien avancé, mais freiné en 1883, faute d’accord à l’amiable, par des procédures d’expropriations.
En 1885, le canal fut terminé et la Compagnie Générale des Eaux publia une carte au 1/1000 du tracé de l’ouvrage avec ses rigoles secondaires destinées sans doute à chacun des propriétaires souhaitant évaluer les frais de raccordement au réseau d’eau potable. 
Grâce à cet aqueduc, la floriculture se développa à partir de cette date. En 1887 et 1894, les bassins filtrants mal entretenus provoquèrent une épidémie de choléra, puis de typhoïdes en 1898, avec une récidive de fièvre typhoïde en 1911. 
En 1892, le canal de la Vésubie est prolongé jusqu’à Menton. 
Marius-Paul Otto (1870-1939) avait soutenu une thèse intitulée « Recherches sur l’ozone », en 1897. La technique de traitement qu’il a inventé l’amène à construire à Nice la première usine au monde purifiant l’eau par l’ozone à Bon-Voyage en 1907. Cette usine traite l’eau de l’adduction de Sainte-Thècle/Peillon qui alimente les quartiers est de Nice.
L'eau du canal de la Vésubie transitant par Gairaut, il est décidé de construire une usine de traitement de l'eau du canal à Rimiez par ozonation en 1909. Cette usine pouvait alors traiter 13 000 m3 par jour. Cette première usine est désaffectée mais a été remplacée par l'usine de Super Rimiez, située en haut de la colline. Elle peut traiter aujourd’hui 150 000 m3 par jour en six étapes de traitement : tamisage, coagulation, floculation, décantation, filtration et ozonation.
En 1959 et 1960, des glissements de terrain sur la commune de Castagniers provoquèrent la rupture du canal sur plusieurs dizaines de mètres. Le canal à ciel ouvert qui traverse le quartier de Gairaut passe en 1991 dorénavant dans un tunnel, de même que la portion située entre la cascade de Gairaut et l’usine de Super Rimiez qui a été rénovée.
Plusieurs éléments du canal ont été inscrits au titre des Monuments historiques, le 28 novembre 2001 :
- la prise d'eau de Saint-Jean-la-Rivière[11], sur la commune d'Utelle,
- le siphon de Saint-Blaise[12] sur les territoires des communes La Roquette-sur-Var et de Saint-Blaise,
- la section du canal entre les vallons de la Garde et de Costa Rasta[13].